# Holy Bedroom
『Holy Bedroom』（ホーリー・ベッドルーム）は、End of the WorldがLAND MUSICから2023年6月23日にリリース予定だった2作目のミニ・アルバム。本作は既に発売中止がアナウンスされている。

## 概要
テーマは「次のチャプターへ…。」。カセット、レコード、配信の3形態でリリースされる予定だった。End of the Worldのクリエイティブ・ディレクターを務める和田直希は「僕がEnd of the Worldを手掛けてからの集大成」と話していた。
2023年2月17日にリリースの告知及び、予約が開始され、6月23日にリリース予定だった。しかし、予定日には配信されず、日本時間20時すぎに発売の延期がSNSの投稿にて発表された。また、9月6日にはアパレルブランド・Needlesとのコラボ商品もアルバムのリリースに合わせて発送時期を延期することが発表された。
しかし、11月2日に更新されたSaoriのSNS投稿にて、リリースの前日に「予定通りのリリースができない」と報告され、未だリリースの目処が立っておらず話し合い中であること、LANDとの契約を終了したことが発表された。
2024年5月15日にLAND側から購入者にのみ送信されたメールを通し発売中止が発表された。

## 収録曲
全7曲の予定で、具体的な収録内容は未公表。